# De Klassieker
Pour les articles homonymes, voir Classico.
Ne doit pas être confondu avec Nieuwe Klassieker.
De Klassieker (« Le Classique » en néerlandais) est une rivalité sportive opposant deux des principaux clubs de football néerlandais : l'Ajax Amsterdam et le Feyenoord Rotterdam. Elle est considérée comme l'une des rivalités les plus importantes du football néerlandais depuis la seconde moitié du XXe siècle.
À l'origine les deux clubs entretiennent surtout des rivalités locales qui s'expriment lors de différents derbys, avant que la rivalité autour du Klassieker ne les supplante totalement. Celle-ci se construit lors de l'hégémonie sportive qu'exercent ces deux clubs sur le football néerlandais dans les années 1960 et 1970. La rivalité repose alors sur plusieurs facteurs, aussi bien sportifs que sociaux-culturels, et sert de vecteur à une opposition culturelle entre Amsterdam, capitale du pays, et Rotterdam, grande ville portuaire industrielle ; mais aussi à une opposition sociologique entre la classe moyenne, dont est issue l'Ajax, et la classe ouvrière, dont est originaire Feyenoord.
Ce match est marqué depuis les années 1980 par une forte animosité entre supporters des deux camps qui s'est exprimée par différents affrontement ayant trait au hooliganisme, l'un d'eux menant à la mort d'un supporter de l'Ajax en 1997.

## Histoire

### Rivalité entre les villes
La rivalité entre l'Ajax et Feyenoord tire son origine dans un premier temps de la rivalité qui existe entre les deux villes dont sont originaires les clubs : Amsterdam et Rotterdam. Au début du XIXe siècle Amsterdam est la capitale historique des Pays-Bas et l'une des villes les plus développée des Pays-Bas. Rotterdam est quant à elle une ville marchande de moindre importance, et ce jusqu'au début de l'ère industrielle.
C'est avec l'industrialisation du pays au cours du XIXe siècle que Rotterdam commence à se développer et à véritablement concurrencer Amsterdam. Ce développement repose dans un premier temps sur le développement du chemin de fer, les deux villes étant dans un premier temps reliées ensemble par la première liaison ferroviaire des Pays-Bas, la Oude Lijn, en 1847. Puis, une ligne venant d'Allemagne et prenant terminus à Rotterdam va accélérer le développement commercial du port de Rotterdam.
Mais c'est un projet de ligne reliant Anvers à Amsterdam en passant par Rotterdam qui marque le début d'une certaine hostilité entre les deux villes. Puisque ce projet irrite le conseil municipal amstellodamois qui fait pression, en vain, pour que cette voie ferrée évite Rotterdam et passe plutôt par Utrecht, afin de freiner le développement de Rotterdam.
Finalement, avec la mise en service de ces liaisons ferroviaires ainsi que par la construction de la Nieuwe Waterweg en 1872, Rotterdam devient un des nouveaux épicentres des Pays-Bas aux côtés d'Amsterdam. Dès lors, une concurrence existe entre les deux villes qui partagent des points communs, étant toutes les deux des villes portuaires fortement industrialisées, mais aussi des différences puisque Amsterdam est la capitale du pays alors que Rotterdam n'est qu'une ville portuaire fortement industrialisée.
- Amsterdam et Rotterdam aux XXe et XXIe siècles.

Amsterdam et Rotterdam aux.
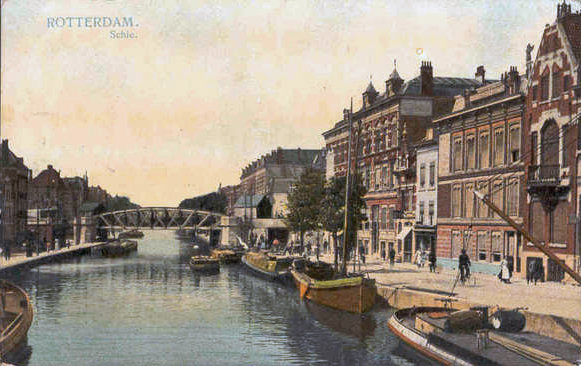
Un ancien canal de Rotterdam en 1910.
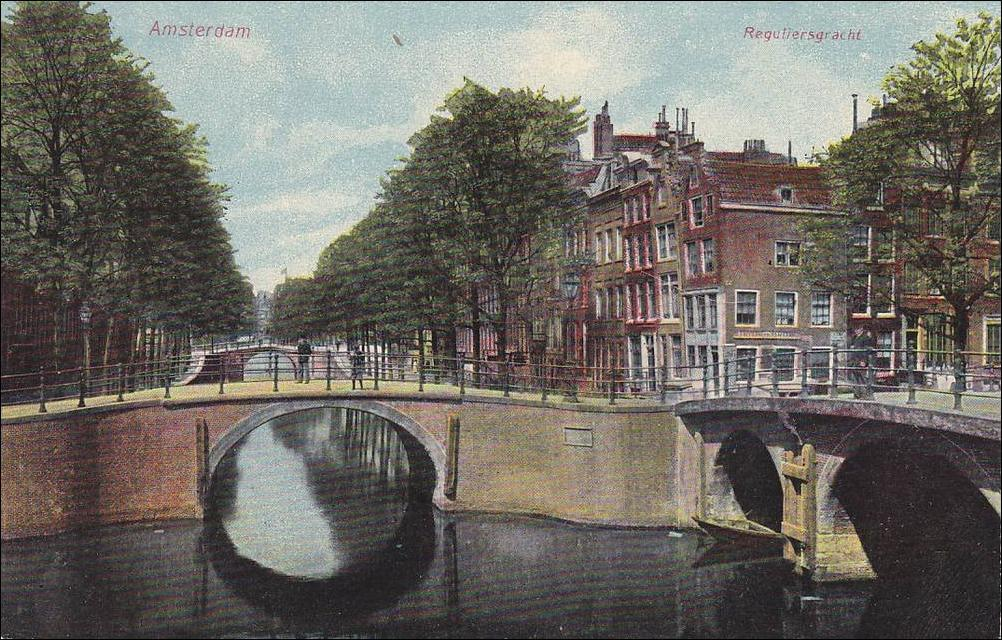
Un canal d'Amsterdam en 1912.
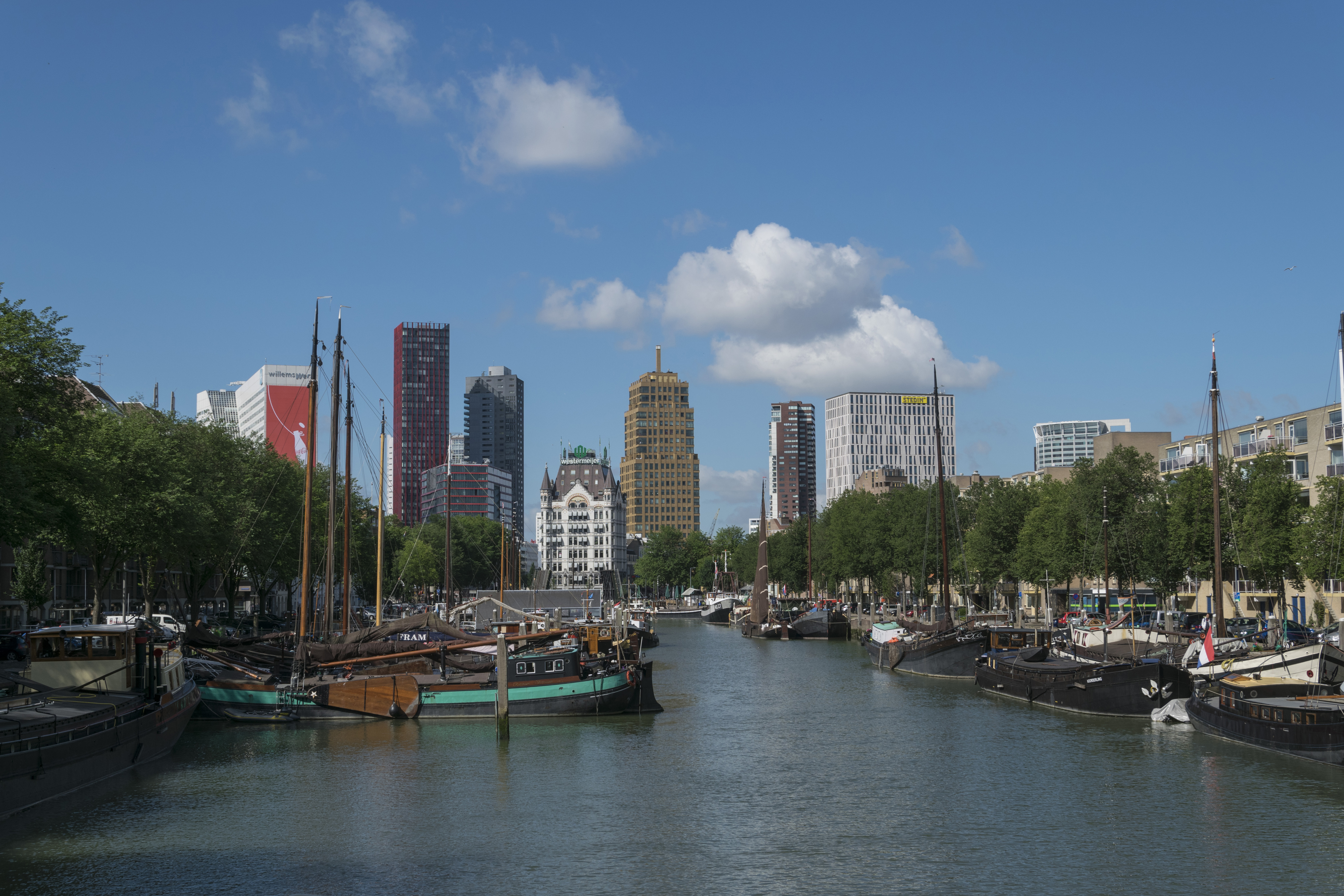
Rotterdam est aujourd'hui une ville moderne.
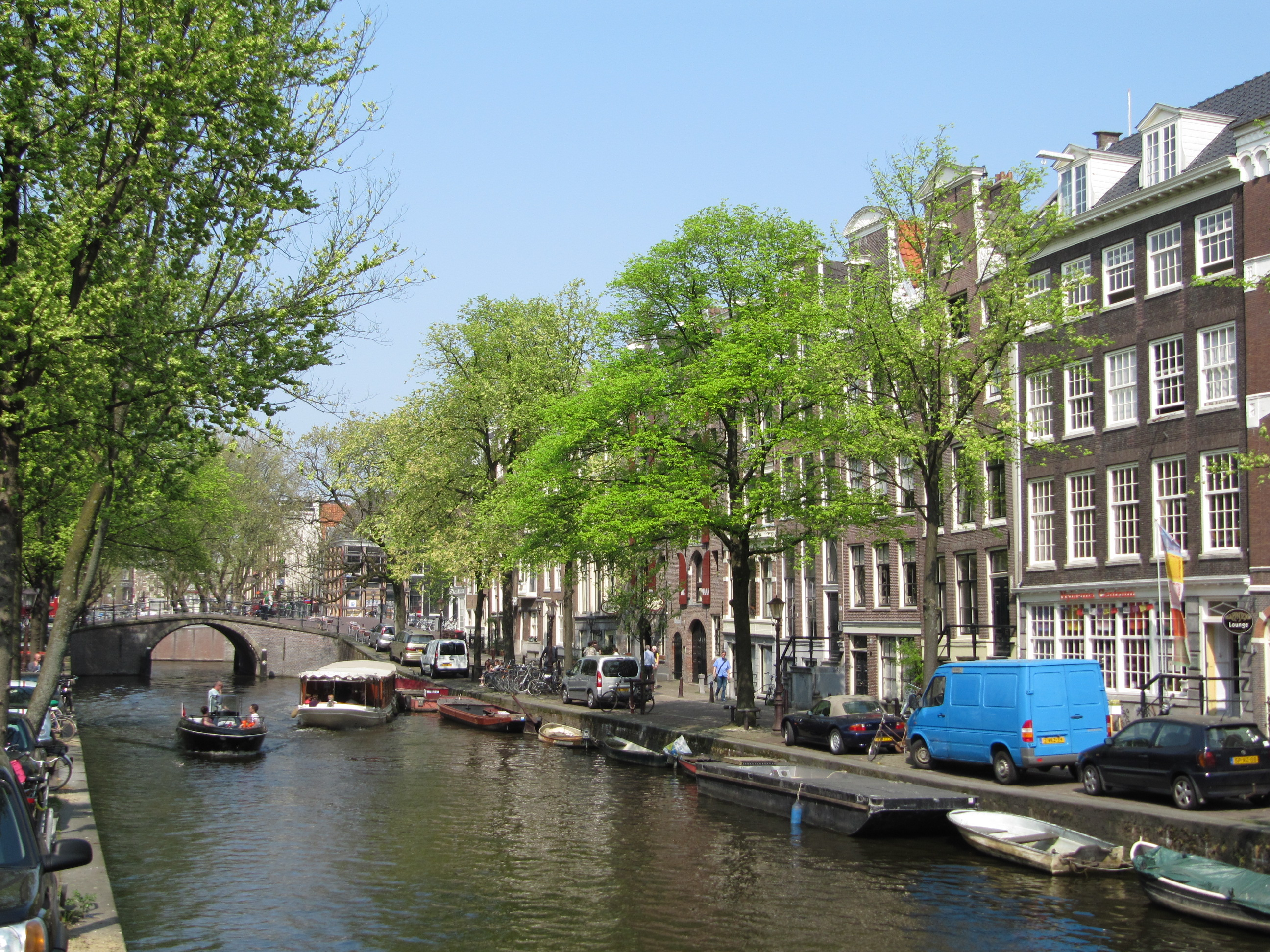
Amsterdam a quant à elle peu changée.

Pendant la Seconde Guerre mondiale, le centre historique de Rotterdam est presque intégralement détruit à la suite du bombardement de la ville par l'aviation allemande le 14 mai 1940. Cet événement va profondément marquer la ville qui prend le pari après la guerre de devenir une ville de « tous les possibles ». Rotterdam devient alors une ville à l'architecture moderne et la première des Pays-Bas à avoir un métro. Si ce développement se construit sur la puissance du port et sur la mise en premier plan de la classe ouvrière, ce modèle est mis à mal par la désindustrialisation des années 1980.
Aujourd'hui Amsterdam est donc une ville ayant une plus grande continuité historique sur les plans culturels et architecturaux, avec une classe moyenne plus développée, quand Rotterdam est une ville meurtrie par la guerre, avec un fort passé industriel et une culture ouvrière très forte. Ces différences cristallisent un antagonisme qui se retrouve dans un poème d'un poète rotterdamois écrit au sujet de l'argent aux Pays-Bas :

« À Rotterdam ils le gagnent, à La Haye ils le distribuent, à Amsterdam ils le jettent par la fenêtre. »

— Extrait d'un poème de Jules Deelder.

### Premières rencontres
L'Ajax est fondée en 1900 par des jeunes de la classe moyenne de l'est d'Amsterdam. Alors que Feyenoord est fondé quelques années plus tard, en 1908, par des jeunes travailleurs des quartiers sud de Rotterdam.
L'Ajax débute dans l'AVB, la fédération amstellodamoise, avant de rejoindre les championnats nationaux de la NVB en 1902. Le club accède en 1911 à la 1re Klasse, la première division du championnat des Pays-Bas, où quelques années plus tard, en 1918, l'Ajax est sacrée championne pour la première fois de son histoire. C'est ce premier titre de champion qui permet au club d'être de plus en plus populaire et suivi dans tout Amsterdam.
Feyenoord prend part en 1909 aux championnats de la RVB, la fédération rotterdamoise, avant de rejoindre les championnats de la NVB en 1912. Le club obtient sa promotion au sein de la 1re Klasse pour la première fois à l'issue de la saison 1916-1917.
À cette époque, devant le nombre croissant d'équipes originaires de l'ouest des Pays-Bas qui s'inscrivent dans la fédération, la NVB décide pour la saison 1917-1918 d'élargir le nombre de participants à la 1re Klasse en créant un second groupe destiné aux clubs de l'ouest. Cependant cette extension du championnat ne plaît aux clubs du groupe historique de l'ouest, dont l'Ajax fait partie. Ces clubs élitistes vont alors faire pression pour l'arrêt du deuxième groupe car ils ne souhaitent pas affronter des équipes qu'ils considèrent d'un niveau médiocre et dont les installations ne seraient pas de qualité suffisante. En 1919, le deuxième groupe, auquel Feyenoord participe, devient la Overgangsklasse, une division intermédiaire entre le groupe ouest de la 1re Klasse et le groupe ouest de la 2e Klasse. Feyenoord est champion de l’Overgangklasse en 1921 et monte à nouveau en 1re Klasse.
Les premières rencontres entre les deux clubs datent de cette époque. D'abord le 20 mai 1917 où les équipes réserves s'affrontent à Rotterdam sur le terrain de Xerxes à Rotterdam, puis le 9 octobre 1921 où a lieu la première rencontre officielle entre les deux équipes premières. Ce match se joue au Kromme Zandweg et se finit sur le score nul de 2-2, comme le match entre les deux réserves 4 ans plus tôt.

### Affrontement sportif amateur
À partir des années 1920, l'Ajax et Feyenoord se rencontrent donc régulièrement en championnat, si la composition des deux groupes de l'ouest, qui ont à nouveau court à partir de 1923, le permet. L'affrontement entre les deux clubs est alors apprécié de part et d'autre car il est gageur d'un match de bon niveau, et les deux clubs entretiennent des relations cordiales.
Feyenoord est sacré champion pour la première fois en 1924, après avoir remporté le groupe lors d'un match face à l'Ajax à Amsterdam.
Cet engouement autour de la rencontre entre les deux clubs se retrouve par exemple lors du match décisif pour le titre de champion de groupe de 1935 qui doit se jouer au Kromme Zandweg. Devant le nombre important de personnes souhaitant assister à la rencontre, la direction de Feyenoord fait ériger en une semaine une nouvelle tribune pouvant accueillir 10 000 spectateurs spécialement pour l'occasion. Les supporters de l'Ajax se rendent au match à l'aide d'un train spécialement afreté pour l'occasion par la NS, baptisé l’Ajax-Express.
Les principales rivalités qui occupent les deux clubs sont alors avant tout locales et se trouvent dans les divers derbys de Rotterdam ou d'Amsterdam. L'opposition entre les deux clubs étant plutôt perçu comme un spectacle divertissant où le fair-play est de mise. Lors du match entre les deux clubs en 1942 une bagarre débute entre différents joueurs et l'un des responsables de cet incident du côté de Feyenoord, Jan Bens, est exclu du terrain par le capitaine de Feyenoord, Bas Paauwe, qui trouve le comportement inapproprié.

### Naissance d'une rivalité
La professionnalisation du football néerlandais à partir de 1954 va permettre l'émergence d'une véritable rivalité entre les deux équipes. Puisque les deux clubs profitent de la professionnalisation pour s'enrichir et s'imposer comme des clubs incontournables dans leurs villes et aux Pays-Bas.
Il y a d'abord Feyenoord qui est une bonne équipe à la fin des années 1940 et dans le début des années 1950, dont le président Cor Kieboom est avec ses homologues rotterdamois l'un des plus ardents défenseur du football professionnel. Puis il y a l'Ajax qui remporte le titre de 1946 avant de connaître une période de disette jusqu'au professionnalisme et la mise en place de l'Eredivisie.
L'Eredivisie débute officiellement avec la saison 1956-1957, édition remportée par l'Ajax. Feyenoord remporte deux titres consécutifs en 1961 et 1962, succédant à l'Ajax qui avait remporté le titre de 1960. C'est à cette époque, en 1957, que la première attestation du terme De Klassieker pour qualifier cette rencontre apparaît dans un média.
C'est aussi en parallèle de leurs succès nationaux que les deux clubs deviennent les clubs majeures de leurs villes et s'imposent comme les ambassadeurs de celles-ci, remportant 4 des 6 premières éditions de l'Eredivisie. Les deux derniers autres clubs d'Amsterdam et de Rotterdam à avoir réussi à remporter un titre national étant le Sparta en 1959, puis DWS en 1964.

De Klassieker un match au sommet dans les années 1960 et 1970.
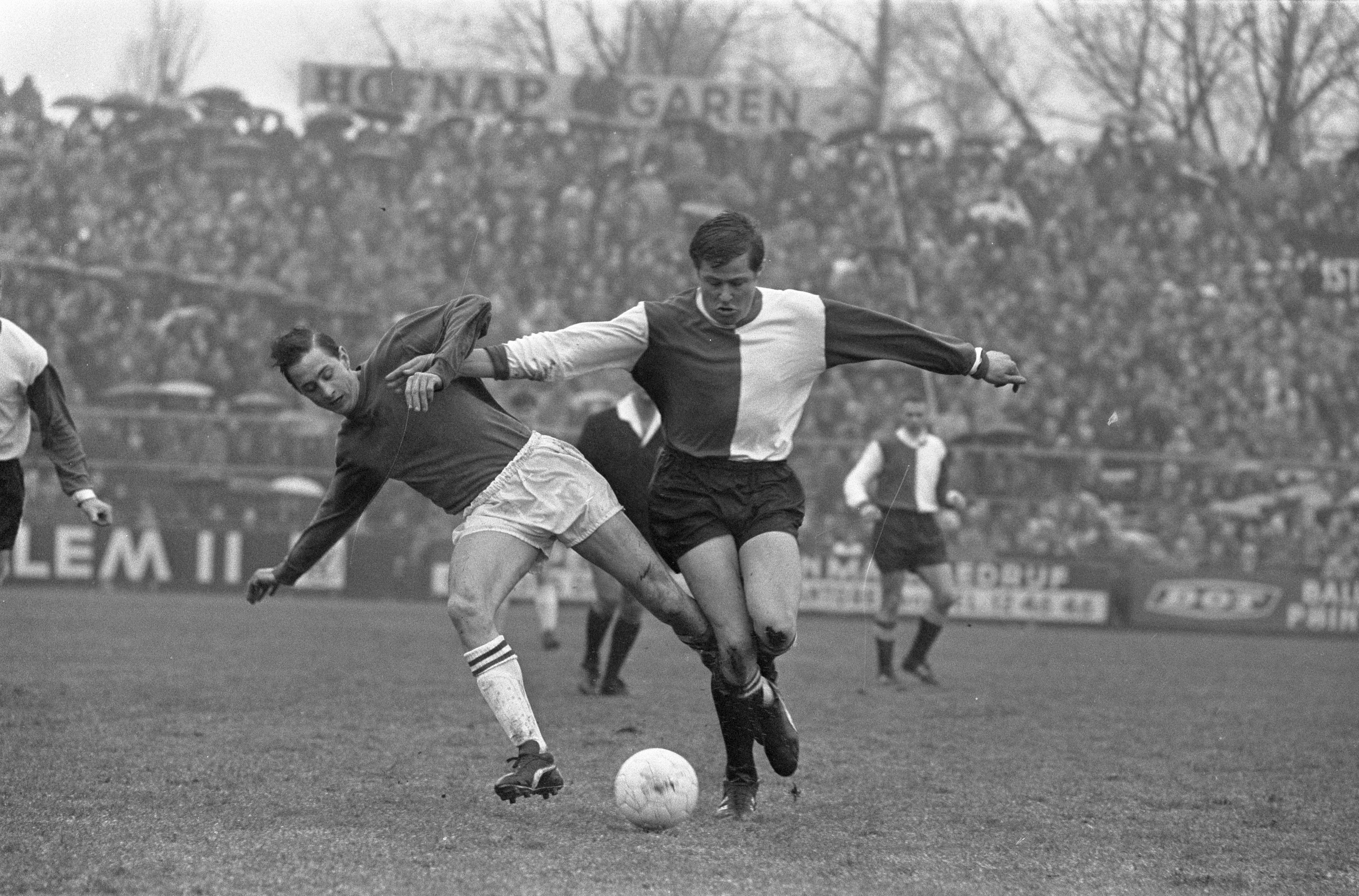
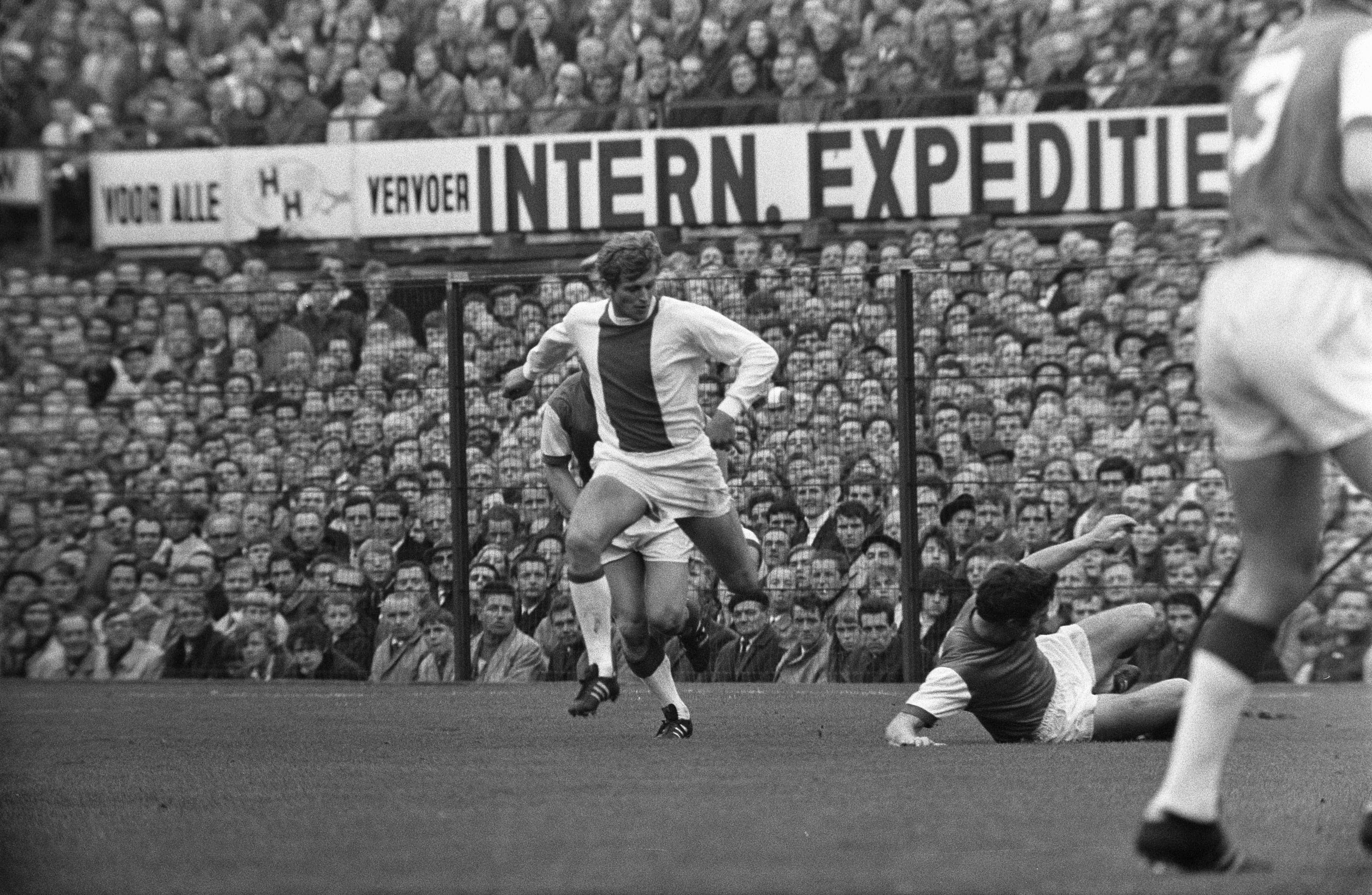
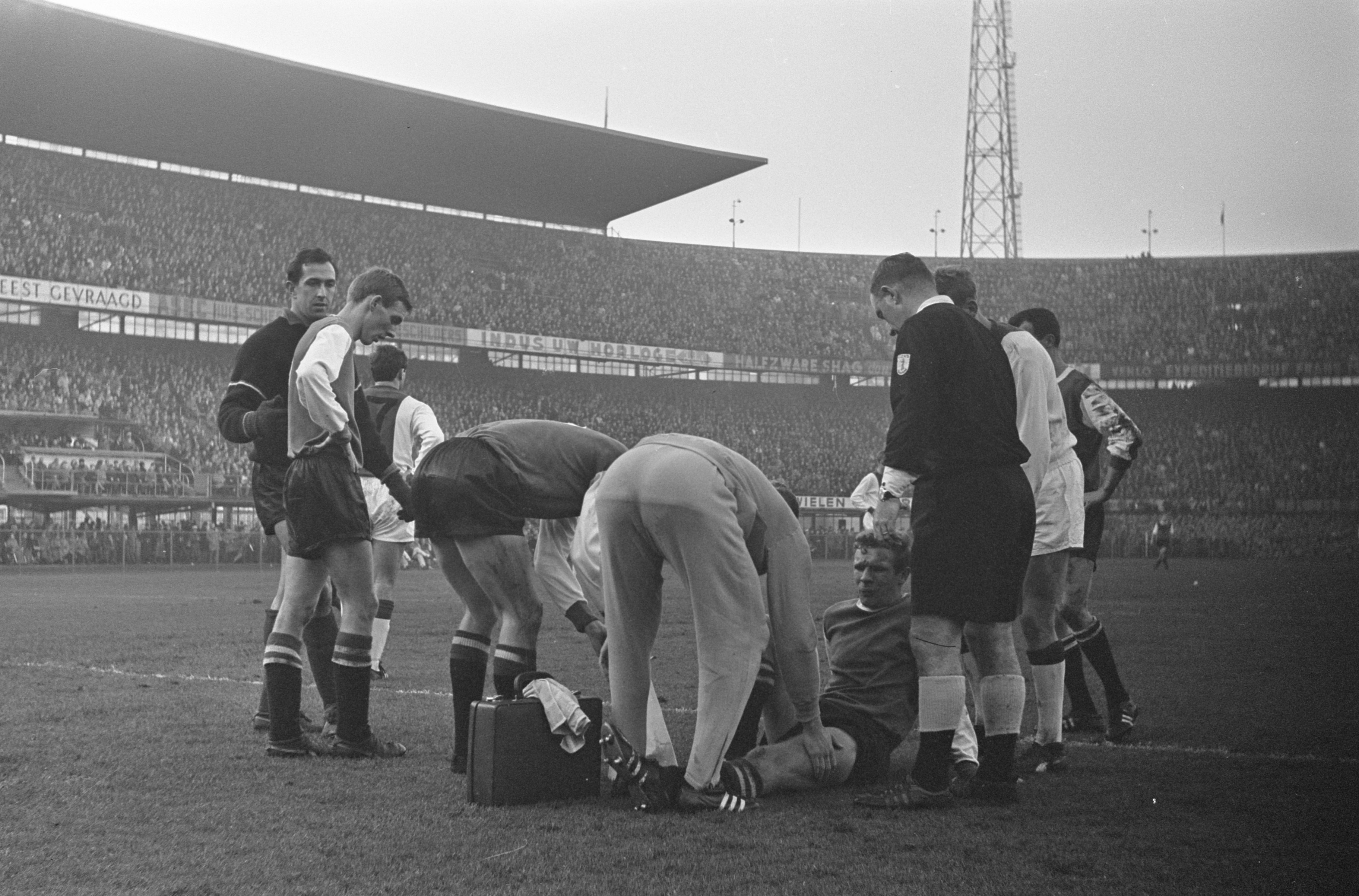
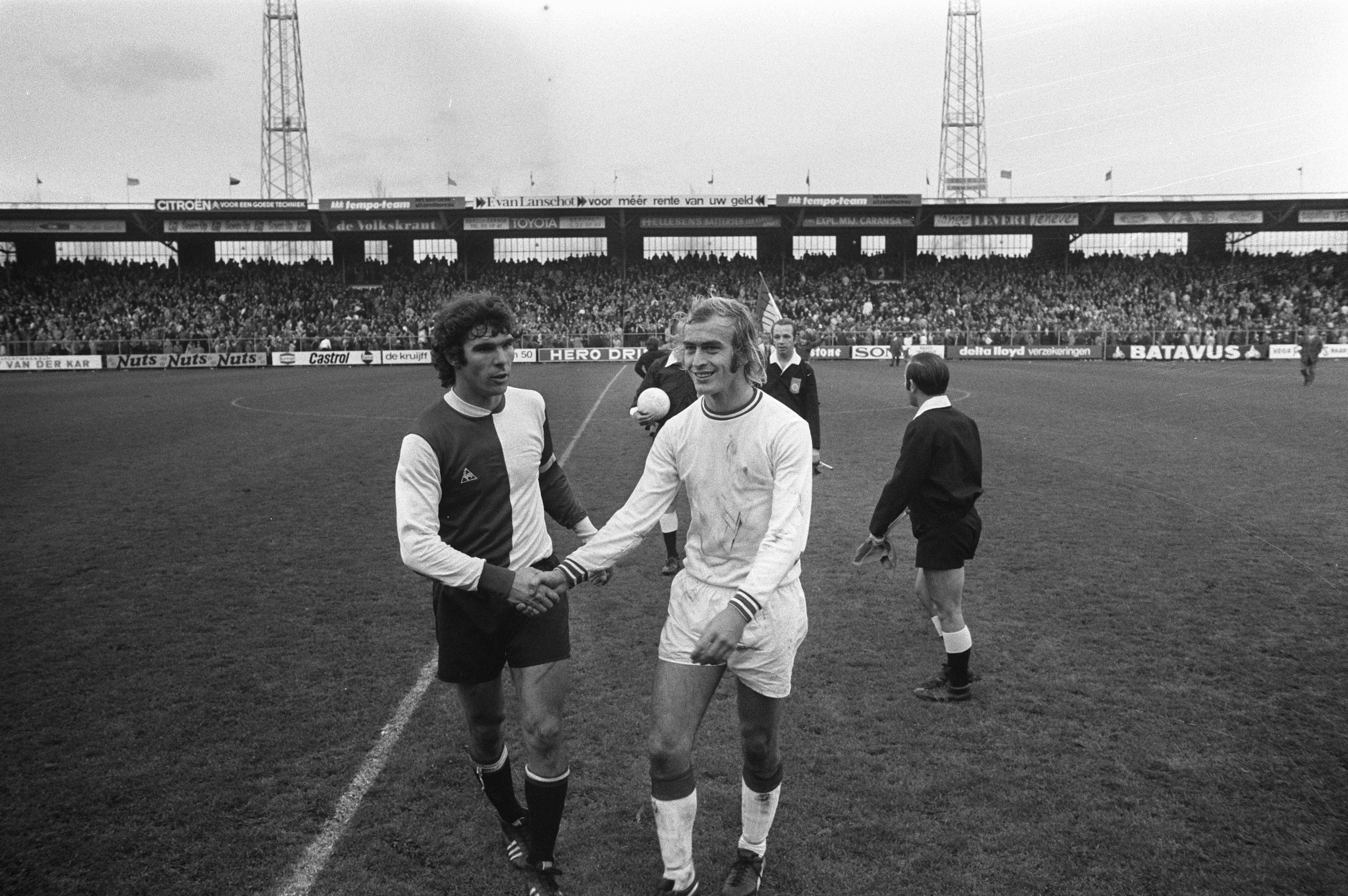

Les deux équipes qui avaient donc l'habitude de s'affronter régulièrement dans les poules ouest du championnat lors de la période amateure vont exercer une domination totale sur le football néerlandais à partir de 1965, se partageant tous les titres jusqu'en 1974. À ce moment, les deux clubs commencent à affirmer leur identité et leurs antagonismes. Feyenoord est un club riche qui recrute les meilleurs joueurs, essayant même de recruter Johan Cruijff en 1964, pratiquant un jeu attractif mais rugueux symbolisé par la paire défensive Israël - Laseroms ; alors que l'Ajax est une équipe relativement plus modeste financièrement mais plus technique[à vérifier].
Et en plus de l'opposition de style et celle entre les villes que les clubs incarnent, une opposition de classe se créée : jusqu'alors ces luttes avaient lieu avant tout lors des derbys, où Sparta était le club élitiste de Rotterdam et DWS le club des travailleurs d'Amsterdam par exemple, mais avec la mise au second plan de ces confrontations, c'est le match entre l'Ajax et Feyenoord qui va endosser cet affrontement social, où l'Ajax est le club élitiste et Feyenoord celui des travailleurs.
Sur le plan européen les deux clubs s'imposent aussi parmi les plus grandes équipes du moment. Si l'Ajax atteint la finale de la Coupe des clubs champions en 1969, c'est Feyenoord qui est le premier club néerlandais à remporter cette compétition l'année suivante. L'Ajax enchaîne ensuite trois victoires consécutives et Feyenoord remporte la Coupe UEFA en 1974.

### Affirmation d'une rivalité
Après avoir dominés le football néerlandais jusqu'en 1974, Feyenoord commence à connaître des problèmes structurels et des soucis financiers récurrents, ce qui fait que le club décroche et laisse plus de place pour l'Ajax. Le PSV Eindhoven prend alors la place vacante et s'installe comme le troisième grand du pays.
Avec les années 1980, c'est le début du hooliganisme aux Pays-Bas et le début de nombreux affrontements entre supporters des deux clubs, ce qui cristallise l'opposition en tribunes.
Dans les années 1990, l'équipe de l'Ajax est souvent présentée comme « une équipe d'artistes », à laquelle on oppose l'équipe de Feyenoord comme une équipe composées de joueurs atypiques, qu'on baptise affectueusement Appie Happie-elftal, du nom des personnages de bande-dessinée du dessinateur Dick Bruijnesteijn.

## Bilan
|                     | Matchs | Victoires Ajax | Matchs nuls | Victoires Feyenoord | Buts Ajax | Buts Feyenoord |
| ------------------- | ------ | -------------- | ----------- | ------------------- | --------- | -------------- |
| Championnat         | 173    | 80             | 45          | 48                  | 365       | 269            |
| Coupe KNVB          | 18     | 9              | 1           | 8                   | 33        | 22             |
| Johan Cruijf Schaal | 4      | 3              | 0           | 1                   | 11        | 4              |
| Coupe Intertoto     | 1      | 1              | 0           | 0                   | 4         | 2              |
| Total               | 196    | 93             | 46          | 57                  | 413       | 297            |

## Palmarès
L'Ajax et Feyenoord font partie des équipes les plus titrées des Pays-Bas. Au niveau national, l'Ajax est le club ayant remporté le plus de championnats et le plus de coupes.
Si Feyenoord est le premier à avoir remporté une coupe d'Europe avec la Coupe des champions en 1970, puis le premier club néerlandais à remporter la Coupe intercontinentale la même année et la coupe UEFA en 1974, ce qui fait que les supporters utilisent souvent l'expression de « À jamais les premiers », l'Ajax est quant à elle l'équipe néerlandaise la plus titrée en Europe. Étant d'ailleurs l'une des rares équipes en Europe à avoir gagné les trois coupes d'Europe.
| Équipe    | Championnat des Pays-Bas | Coupe KNVB | Johan Cruijff Schaal | C1 | C2 | C3 | Supercoupe d'Europe | Coupe intercontinentale |
| --------- | ------------------------ | ---------- | -------------------- | -- | -- | -- | ------------------- | ----------------------- |
| Ajax      | 36                       | 20         | 9                    | 4  | 1  | 1  | 2                   | 2                       |
| Feyenoord | 16                       | 14         | 4                    | 1  | 0  | 2  | 0                   | 1                       |

## Matchs notables
Les rencontres entre les deux équipes sont généralement synonymes de matchs riches en buts. Voetbal International indique en 2013 qu'un Klassieker produit en moyenne 3,72 buts par match, et le match le plus prolifique en buts est une victoire 9 à 5 de Feyenoord en 1960.
Différents organes de presse, à l'instar de l’Algemeen Dagblad, Goal ou So Foot, ont pu proposer une liste de Klassiekers emblématiques,,.
- 9 octobre 1921 - Feyenoord 2-2 Ajax :
- 5 mars 1922 - Ajax 2-0 Feyenoord :
- 10 mai 1931 - Feyenoord 5-2 Ajax :
- 8 octobre 1933 - Ajax 7-1 Feyenoord :
- 11 novembre 1956 - Feyenoord 7-3 Ajax :
- 26 mai 1960 - Ajax 5-1 Feyenoord :
- 28 août 1960 - Feyenoord 9-5 Ajax :
- 29 novembre 1964 - Feyenoord 9-4 Ajax :
- 26 avril 1970 - Ajax 3-3 Feyenoord :
- 15 avril 1972 - Feyenoord 1-5 Ajax :
- 1er novembre 1975 - Ajax 6-0 Feyenoord :
- 28 octobre 1978 - Ajax 0-0 Feyenoord :
- 7 décembre 1980 - Feyenoord 4-2 Ajax :
- 18 septembre 1983 - Ajax 8-2 Feyenoord :
- 12 novembre 1988 - Feyenoord 1-2 Ajax :
- 8 mars 1995 - Ajax 1-2 Feyenoord :
- 15 mai 1995 - Feyenoord 0-5 Ajax :
- 13 mai 2001 - Ajax 3-4 Feyenoord :
- 30 novembre 2003 - Ajax 2-0 Feyenoord :
- 17 avril 2005 - Feyenoord 2-3 Ajax :
- 25 avril 2010 - Ajax 2-0 Feyenoord :
- 6 mai 2010 - Feyenoord 1-4 Ajax :
- 29 janvier 2012 - Feyenoord 4-2 Ajax :
- 22 octobre 2017 - Feyenoord 1-4 Ajax :
- 27 janvier 2019 - Feyenoord 6-2 Ajax :
- 27 février 2019 - Feyenoord 0-3 Ajax :
- 7 avril 2024 - Feyenoord 6-0 Ajax :

## D'un club à l'autre

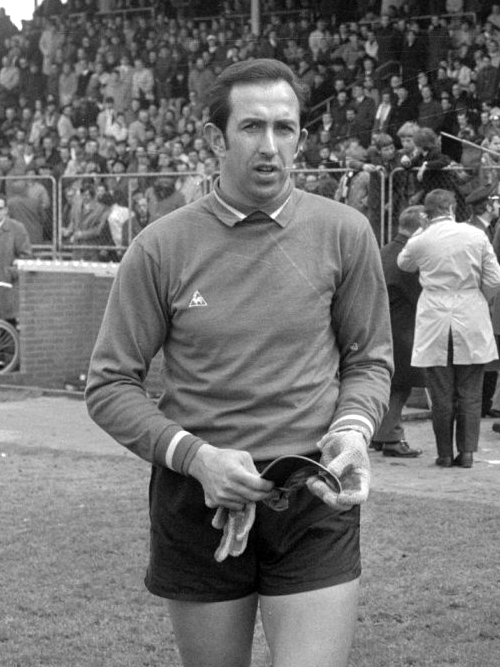
Eddy Pieters Graafland est le premier joueur à jouer pour les deux clubs.

Malgré la rivalité entre les deux clubs, de nombreux joueurs ont joué pour les deux équipes au cours de leur carrière. La trahison a d'ailleurs pu se passer de différentes manières : transfert, joueur en fin de contrat ou intermède dans un autre club.
Parmi tous ces joueurs qui ont joué pour l'un et l'autre club, on peut citer le premier à l'avoir fait, Eddy Pieters Graafland qui devient un joueur de légende à Feyenoord. Il y a ensuite Henk Groot, qui signe à Feyenoord en 1963 pour 250 000 florins. Il quitte l'Ajax en raison d'un désaccord sur le montant de son salaire et revient deux saisons plus tard à l'Ajax pour un transfert à 350 000 florins.
C'est aussi en raison d'un désaccord contractuel avec la direction de l'Ajax que Johan Cruijff signe, pour se venger, à Feyenoord en 1983. Il y finit sa carrière de footballeur en remportant un doublé coupe-championnat. Ce transfert est extrêmement commenté et provoque d'importantes contestations et indignations parmi les supporters de Feyenoord.
Ronald Graafland a été formé à Feyenoord puis a été gardien remplaçant aussi bien dans son club formateur qu'à l'Ajax, sans jamais y jouer un seul match. Il jouera un quart d'heure lors de son dernier match avec Feyenoord en 2014.

### Joueurs
Mis à jour le 10 juin 2020
| Nom                      | Ajax                | Ajax | Ajax | Feyenoord | Feyenoord | Feyenoord |
| Nom                      | Carrière            | Apps | Buts | Carrière  | Apps      | Buts      |
| ------------------------ | ------------------- | ---- | ---- | --------- | --------- | --------- |
| Eddy Pieters Graafland   | 1950-1958           | 154  | 0    | 1958-1970 | 356       | 0         |
| Henk Groot               | 1959-1963           | 124  | 116  | 1963-1965 | 54        | 34        |
| Theo van Duivenbode      | 1964-1969           | 135  | 6    | 1969-1973 | 83        | 1         |
| René Notten              | 1974-1977           | 83   | 7    | 1977-1981 | 113       | 17        |
| Johan Cruijff            | 1964-1973 1981-1983 | 277  | 204  | 1983-1984 | 33        | 11        |
| Johnny Rep               | 1971-1975           | 97   | 41   | 1984-1986 | 43        | 5         |
| Simon Tahamata           | 1976-1980           | 109  | 14   | 1984-1987 | 87        | 29        |
| Tscheu La Ling           | 1975-1982           | 172  | 54   | 1985-1986 | 18        | 1         |
| Keje Molenaar            | 1980-1984           | 81   | 16   | 1985-1988 | 99        | 11        |
| Martin van Geel          | 1979-1981           | 22   | 9    | 1988-1989 | 33        | 13        |
| Arnold Scholten          | 1986-1990           | 70   | 5    | 1990-1995 | 165       | 20        |
| Rob Witschge             | 1985-1989           | 92   | 13   | 1991-1996 | 160       | 25        |
| John van Loen            | 1991-1993           | 37   | 11   | 1993-1995 | 54        | 17        |
| Ronald Koeman            | 1983-1986           | 94   | 23   | 1995-1997 | 61        | 19        |
| Peter van Vossen         | 1993-1995           | 41   | 6    | 1998-2001 | 73        | 10        |
| Henk Timmer              | 2002-2003           | 2    | 0    | 2006-2009 | 94        | 0         |
| Angelos Charisteas       | 2005-2006           | 31   | 12   | 2006-2007 | 28        | 9         |
| Tim de Cler              | 1997-2002           | 75   | 2    | 2007-2011 | 87        | 1         |
| Ronald Graafland         | 2010-2011           | 0    | 0    | 2011-2015 | 1         | 0         |
| Kenneth Vermeer          | 2005-2014           | 103  | 0    | 2014-2020 | 99        | 0         |
| Jan-Arie van der Heijden | 2007-2011           | 2    | 0    | 2015-2020 | 97        | 4         |

| Nom              | Feyenoord | Feyenoord | Feyenoord | Ajax      | Ajax | Ajax |
| Nom              | Carrière  | Apps      | Buts      | Carrière  | Apps | Buts |
| ---------------- | --------- | --------- | --------- | --------- | ---- | ---- |
| Henk Groot       | 1963-1965 | 54        | 34        | 1965-1969 | 101  | 46   |
| Jan Everse       | 1972-1977 | 46        | 2         | 1977-1980 | 69   | 0    |
| Ruud Geels       | 1966-1970 | 89        | 46        | 1978-1979 | 28   | 25   |
| Wim Jansen       | 1965-1980 | 422       | 34        | 1980-1982 | 49   | 0    |
| Jan Sørensen     | 1985-1986 | 25        | 9         | 1987      | 5    | 0    |
| Arnold Scholten  | 1990-1995 | 165       | 20        | 1995-1997 | 44   | 3    |
| Dean Gorré       | 1992-1995 | 42        | 6         | 1997-2000 | 36   | 4    |
| Henk Timmer      | 2001-2002 | 2         | 0         | 2002-2003 | 2    | 0    |
| Leonardo         | 2000-2005 | 55        | 4         | 2007-2009 | 40   | 5    |
| Evander Sno      | 2005-2006 | 12        | 1         | 2008-2011 | 19   | 4    |
| Ronald Graafland | 1998-2000 | 0         | 0         | 2010-2011 | 0    | 0    |
| Kostas Lamprou   | 2009-2015 | 14        | 0         | 2017-2019 | 3    | 0    |
| Steven Berghuis  | 2016-2021 | 199       | 87        | 2021-     | 0    | 0    |

#### D'un club à l'autre, puis retour dans le premier
| Nom              | Ajax      | Ajax | Ajax | Feyenoord | Feyenoord | Feyenoord | Ajax      | Ajax | Ajax | Feyenoord | Feyenoord | Feyenoord |
| Nom              | Carrière  | Apps | Buts | Carrière  | Apps      | Buts      | Carrière  | Apps | Buts | Carrière  | Apps      | Buts      |
| ---------------- | --------- | ---- | ---- | --------- | --------- | --------- | --------- | ---- | ---- | --------- | --------- | --------- |
| Henk Groot       | 1959-1963 | 124  | 116  | 1963-1965 | 54        | 34        | 1965-1969 | 101  | 46   |           |           |           |
| Arnold Scholten  | 1986-1990 | 70   | 5    | 1990-1995 | 165       | 20        | 1995-1997 | 44   | 3    |           |           |           |
| Henk Timmer      |           |      |      | 2001-2002 | 2         | 0         | 2002-2003 | 2    | 0    | 2006-2009 | 94        | 0         |
| Ronald Graafland |           |      |      | 1998-2000 | 0         | 0         | 2010-2011 | 0    | 0    | 2011-2015 | 1         | 0         |

#### Formés dans les équipes jeunes de l'autre club
Richard Knopper, Anwar El Ghazi et Noa Lang ont joué chez les jeunes de Feyenoord avant de jouer à l'Ajax.
Bilal Başacıkoğlu, Diego Biseswar, Eljero Elia, Harvey Esajas, John Goossens, Kostas Lamprou, Marko Vejinović ont joué chez les jeunes de l'Ajax avant de jouer à Feyenoord. Warner Hahn a été formé à l'Ajax, a signé à Feyenoord mais n'y a jamais joué.
Evander Sno a joué chez les jeunes de l'Ajax avant de rejoindre les jeunes de Feyenoord, puis l'équipe première où il n'a jamais joué. Il joue ensuite plus tard dans sa carrière à l'Ajax.

### Entraîneurs
Hans Kraay a entraîné l'Ajax en 1974-1975 et Feyenoord une fois en 1982-1983 et été directeur technique en 1988-1989. Leo Beenhakker a plusieurs fois été actifs dans les deux clubs. Ronald Koeman a entraîné les deux clubs. Peter Bosz qui a joué à Feyenoord, a été directeur technique de Feyenoord avant de devenir entraîneur de l'Ajax.

## Traitement médiatique
De Klassieker est une des rencontres les plus médiatisées d'Eredivisie.
Les plus vieilles images vidéos connues qui existent d'un Klassieker datent du 27 mars 1927. Il s'agit d'un reportage d'actualité filmé sur l'opposition qui a alors lieu à Amsterdam entre les deux clubs à l'occasion du mini-championnat final pour déterminer le champion des Pays-Bas.
Le match du 10 mars 1968, qui a lieu au stade olympique d'Amsterdam, est le premier match de football retransmis en couleur à la télévision néerlandaise.

## Incidents
À partir des années 1980 différents incidents et affrontements entre les supporters des deux clubs ont lieu. Ces affrontements coïncidents avec le développement du hooliganisme aux Pays-Bas dans ces années.
Un des premiers incidents marquant arrive le 22 octobre 1989 lorsque des hooligans de Feyenoord lancent deux bombes remplies de clous dans une tribune remplie de supporters de l'Ajax au Stade De Meer. L'explosion de ces bombes fait de nombreux blessés, dont 4 graves.
Le 23 mars 1997, l'Ajax et Feyenoord jouent tous deux à l'extérieur dans le cadre de l'Eredivisie. De retour de leurs matchs respectifs les hooligans se retrouvent sur l'autoroute A9, aux alentours de Beverwijk, pour en découdre. Au cours de cet affrontement qui ne dure que quelques minutes et qui oppose 150 hooligans de l'Ajax à un nombre plus important de hooligans de Feyenoord, un supporter et hooligan de l'Ajax, Carlo Picornie, est tué.
La KNVB prend des mesures pour endiguer ces phénomènes de violence et interdit aux supporters de l'Ajax et de Feyenoord de se déplacer à l'extérieur à l'occasion des deux Klassiekers de la saison 1997-1998.
Le 15 avril 2004, des hooligans de l'Ajax envahissent la pelouse du De Toekomst à la fin d'un match entre la réserve des deux clubs. Ils attaquent les joueurs et frappent notamment Robin van Persie, qui reçoit de l'aide de Jorge Acuña pour se réfugier aux vestiaires. Ce dernier sera transporté à l'hôpital à cause des blessures contractées à la suite de cet événement. Cet incident scandalise même jusqu'aux hooligans qui considèrent que les « codes et règles » du milieu n'ont pas été respectées.
Avant le Klassieker du 17 avril 2005 divers incidents éclatent en rapport à deux trains spéciaux transportant des supporters et hooligans de l'Ajax. À Capelle aan den IJssel, 800 supporters et hooligans quittent leur train et cherchent à affronter les forces anti-émeute. Au stade Feijenoord, un train de supporters est caillassé. Ces événements poussent le bourgmestre, Ivo Opstelten, à interdire l'accès au stade aux supporters l'Ajax. Après le match différents incidents éclatent à nouveau entre partisans de Feyenoord et supporters restés confinés dans la station du stade pendant le match.
Après des incidents lors du match du 15 février 2009 à l'Amsterdam ArenA, où des hooligans de l'Ajax attaquent des supporters de Feyenoord, les bourgmestres d'Amsterdam et de Rotterdam décident en accord avec la KNVB d'interdire les supporters visiteurs pour les cinq saisons suivante afin d'endiguer la violence. Depuis, cette mesure d'exception est sans cesse renouvelée, et deux incidents ayant eu lieu entre supporters des deux camps lors de matchs des équipes jeunes font que Feyenoord ne veut plus travailler à accueillir à nouveau des supporters visiteurs lors des Klassiekers.
En 2023, deux matchs sont perturbés par des incidents émanant des tribunes. Le 5 avril 2023, alors que les équipes s'affrontent en demi-finale de la coupe, Davy Klaassen est touché à la tête par un briquet jeté des tribunes, ce qui provoque une interruption temporaire du match. L'entraîneur assistant de Feyenoord John de Wolf sermonne les supporters avant que le match ne reprenne. Le 24 septembre 2023, alors que l'Ajax peine en championnat et que Feyenoord mène 3-0, le match est interrompu trois fois, dont deux fois en raison de jets de fumigènes provenant de la F-Side. Définitivement arrêté par l'arbitre à la 55e minute, des supporters mécontents de l'Ajax saccagent ensuite l'entrée de la Johan Cruijff ArenA. La fin du match est jouée à huis clos le 27 septembre 2023 et solde la victoire de Feyenoord, 4 à 0.

## En football féminin
L'Ajax se lance dans le football féminin en 2012 et il faut attendre huit ans avant que Feyenoord fasse de même. Le premier Klassieker dans football féminin a lieu le 3 octobre 2021 en championnat. Jada Conijnenberg inscrit le premier but au profit de Feyenoord, qui remporte largement le match 4-1.
En 2022, le match a lieu pour la première fois à De Kuip et ce devant 14 500 personnes, une affluence inédite qui constitue alors un record pour un match d'Eredivisie féminine. Le 4 mars 2023, l'Ajax reçoit à son tour le Feyenoord en championnat pour la première fois dans le stade de l'équipe masculine, la Johan Cruyff Arena. Le précédent record d'affluence est battu à cette occasion avec 33 742 spectateurs. Les deux équipes se quittent dos à dos (1-1).

« Je viens d'Amsterdam, donc je ne pourrais pas être transférée au Feyenoord. Malgré le respect que j'ai pour leur riche histoire, rien ne pourra acheter mon cœur ajacide. »

— Eshly Bakker, attaquante de l'Ajax, mars 2023
| Équipe    | Eredivisie           | Coupe des Pays-Bas               |
| --------- | -------------------- | -------------------------------- |
| Ajax      | 3 (2017, 2018, 2023) | 5 (2014, 2017, 2018, 2019, 2022) |
| Feyenoord | 0                    | 0                                |

## Annexe